# ریوا (بازیکن فوتبال)
ریواداویو آلوس پریرا با نام مستعار ریوا (پرتغالی: Riva؛ زادهٔ ۴ مهٔ ۱۹۴۴) بازیکن فوتبال اهل برزیل بود.
از باشگاه‌هایی که در آن بازی کرده‌است می‌توان به باشگاه فوتبال فلومیننزه اشاره کرد.